# Großer Preis von Ungarn 2003
Der Große Preis von Ungarn 2003 (offiziell Marlboro Magyar Nagydíj 2003) fand am 24. August auf dem Hungaroring in Mogyoród statt und war das 13. Rennen der Formel-1-Weltmeisterschaft 2003.

## Berichte

### Hintergrund
Nach dem Großen Preis von Deutschland führte Michael Schumacher in der Fahrerwertung mit sechs Punkten vor Juan Pablo Montoya und mit neun Punkten vor Kimi Räikkönen. In der Konstrukteurswertung führte Ferrari mit zwei Punkten vor Williams-BMW und mit 17 Punkten vor McLaren-Mercedes.
Das Rennen war das Erste, das auf dem neu gestalteten Hungaroring stattfand. Die Start-Ziel-Gerade wurde beim Umbau verlängert und eine engere erste Haarnadelkurve sowie weiteren Änderungen im letzten Sektor eingebaut, um das Überholen zu fördern.
Mit Michael Schumacher (dreimal), Jacques Villeneuve (zweimal) und Rubens Barrichello (einmal) traten drei ehemalige Sieger zu diesem Grand Prix an.

### Training
Vor dem Sonntagsrennen fanden vier Trainingseinheiten statt – zwei am Freitag und zwei am Samstag. Die Sitzungen am Freitagvormittag und -nachmittag dauerten jeweils eine Stunde. Das dritte und letzte Training fand am Samstagmorgen statt und dauerte 45 Minuten.
Im freien Training erlitt Ralph Firman einen heftigen Unfall. Der Heckflügel seines Jordan brach bei 200 km/h weg, woraufhin sein Wagen ungebremst rückwärts in einen Reifenstapel prallte. Firman erlitt hierbei nur leichte Verletzungen und eine Gehirnerschütterung. Am Rennen konnte er allerdings nicht teilnehmen. Er wurde durch den lokalen Fahrer Zsolt Baumgartner ersetzt, der bei seinem Heim-Grand-Prix sein Formel-1-Debüt gab.

### Qualifikation
Im ersten Qualifikationsabschnitt am Freitag (Vor-Qualifikation) fuhr Jarno Trulli die schnellste Zeit vor Ralf Schumacher und Mark Webber.
Im zweiten Qualifikationsabschnitt am Samstag war dann Alonso der Schnellste und sicherte sich so die Pole-Position. Ralf Schumacher wurde Zweiter vor Webber.

### Warm Up
Im Warm Up war Michael Schumacher der Schnellste. Ihm folgten Alonso und Montoya.

### Rennen
Alonso, der auf der sauberen Seite der Strecke von der Pole gestartet war, hatte einen guten Start und führte nach der ersten Kurve, während die beiden Williams von Ralf Schumacher und Montoya, die auf der schmutzigen Linie als Zweiter bzw. Vierter gestartet waren, Schwierigkeiten hatten, weg zu kommen. Der McLaren-Mercedes von Räikkönen schaffte es in der ersten Runde von Startplatz sieben auf den dritten Platz vorzufahren. Während Webber auf dem zweiten Platz fuhr, gelang es Alonso, in den ersten drei Runden 7 Sekunden und in den ersten 13 Runden 21 Sekunden Vorsprung rauszufahren, bevor er zum Tanken an die Box musste. Webber kam ebenfalls an die Box. Alonso kehrte als Zweiter direkt hinter Räikkönen auf die Strecke zurück, während Webber viel weiter hinten im Feld zurückfiel. Am Ende der 16. Runde kamen Räikkönen, Barrichello und Montoya alle an die Box, wodurch Alonso seine Führung wieder übernehmen konnte.
In Runde 17 kam Jacques Villeneuves BAR mit einem Hydraulikfehler zum Stehen, bevor Michael Schumacher an die Box kam. Montoya überholte Michael Schumacher, da er eine schnellere Runde fahren konnte, ohne von Michael Schumacher aufgehalten zu werden. In der folgenden Runde kam David Coulthard, der letzte der Spitzengruppe, der sowohl vor Michael Schumacher als auch vor Montoya gefahren war, zu einem sehr langen Tankstopp an die Box und kam hinter beiden wieder raus. In Runde 19 erlitt der Ferrari von Barrichello einen Bruch der linken Hinterradaufhängung, welcher ihn in der ersten Haarnadelkurve geradeaus in die Mauer schickte. Die Rennkommissare entschieden sich gegen den Einsatz des Safety-Cars und behielten Alonsos 24-Sekunden-Vorsprung vor Räikkönen.
Alonsos Teamkollege Trulli führte einen Zug von Montoya, Michael und Ralf Schumacher an, der um den vierten Platz kämpfte, als Ralf seinen Bruder in der 28. Runde überholte. Alonso und Webber waren wieder die ersten, die in Runde 30 bzw. 31 einen zweiten Tankstopp einlegten, aber dieses Mal hatte Alonso genug Vorsprung, um vor Räikkönen wieder auf die Strecke zu kommen, während Webber nach seinem Stopp auf den neunten Platz zurückfiel. Trulli kam in der nächsten Runde an die Box. Die beiden Williams hatte nun freie Fahrt und fuhren sofort schnelle Rundenzeiten. Ralf Schumacher kam in der nächsten Runde an die Box und schloss sich vor Trulli, aber hinter Webber, der eine schnelle Runde fuhr, wieder an. Montoya fuhr in der nächsten Runde die schnellste Runde des Rennens und kam in der nächsten Runde an die Box. Dank der schnellste Runde kam er vor Ralf Schumacher und Webber wieder auf die Strecke zurück. In Runde 38 lag Michael Schumacher auf dem dritten Platz, Coulthard auf dem vierten Platz, gefolgt von Montoya, Webber, Ralf Schumacher und Trulli. Michael Schumacher kam dann an die Box und schloss sich dicht hinter Trulli wieder an, während Webber versuchte, Ralf Schumacher hinter sich zu halten.
Nach einem langen ersten Stopp kam der drittplatzierte Coulthard in Runde 43 als Letzter an die Box, wieder mit einem langen Stopp, was darauf hinwies, dass er auf eine Zwei-Stopp-Strategie umgestiegen war und zwischen Trulli und Michael Schumacher zurückgekehrt ist. In Runde 46 überholte Ralf Schumacher schließlich Webber für den vierten Platz, lag aber zu weit hinter dem drittplatzierten Montoya, der von Webber nicht aufgehalten worden war. Bei der dritten Runde der Boxenstopps änderte sich die Reihenfolge nicht, abgesehen von Coulthard, der hinter Ralf Schumacher auf den fünften Platz vorrückte, weil er nicht an die Box musste. Alonso überrundete schließlich Schumacher, während Montoya sich in der Schlussphase des Rennens drehte und seinen Teamkollegen in den letzten Runden abwehren musste. Alonso beendete das Rennen mit einem komfortablen Vorsprung von 16,8 Sekunden auf den zweitplatzierten Räikkönen. Dabei wurde der amtierende Weltmeister und WM-Führende Michael Schumacher von dem Spanier überrundet und konnte nur einen Punkt für Rang acht retten. Die Zweit- und Drittplatzierten Räikkönen und Montoya verkürzen ihren Rückstand in der Fahrerwertung auf nur noch zwei bzw. einen Punkt.
Alonso war zu dieser Zeit der jüngste Fahrer, der jemals einen Grand Prix gewann. Er egalisierte den vorherigen Rekord von Bruce McLaren. Der Rekord hielt über fünf Jahre, bis er beim Großen Preis von Italien 2008 von Sebastian Vettel gebrochen wurde.
Es war der erste Formel-1-Sieg für Renault als Konstrukteur seit dem Großen Preis von Österreich 1983 und der erste Formel-1-Sieg für das in Enstone ansässige Formel-1-Team seit dem Großen Preis von Deutschland 1997.

## Meldeliste
| Team                       | Nr. | Fahrer                | Chassis         | Motor                 | Reifen |
| -------------------------- | --- | --------------------- | --------------- | --------------------- | ------ |
| Scuderia Ferrari Marlboro  | 01  | Michael Schumacher    | Ferrari F2002   | Ferrari 3.0 V10       | B      |
| Scuderia Ferrari Marlboro  | 02  | Rubens Barrichello    | Ferrari F2002   | Ferrari 3.0 V10       | B      |
| BMW.WilliamsF1 Team        | 03  | Juan Pablo Montoya    | Williams FW25   | BMW 3.0 V10           | M      |
| BMW.WilliamsF1 Team        | 04  | Ralf Schumacher       | Williams FW25   | BMW 3.0 V10           | M      |
| West McLaren Mercedes      | 05  | David Coulthard       | McLaren MP4-17D | Mercedes-Benz 3.0 V10 | M      |
| West McLaren Mercedes      | 06  | Kimi Räikkönen        | McLaren MP4-17D | Mercedes-Benz 3.0 V10 | M      |
| Mild Seven Renault F1 Team | 07  | Jarno Trulli          | Renault R23     | Renault 3.0 V10       | M      |
| Mild Seven Renault F1 Team | 08  | Fernando Alonso       | Renault R23     | Renault 3.0 V10       | M      |
| Sauber Petronas            | 09  | Nick Heidfeld         | Sauber C22      | Petronas 3.0 V10      | B      |
| Sauber Petronas            | 10  | Heinz-Harald Frentzen | Sauber C22      | Petronas 3.0 V10      | B      |
| Jordan-Ford                | 11  | Giancarlo Fisichella  | Jordan EJ13     | Ford RS 3.0 V10       | B      |
| Jordan-Ford                | 12  | Ralph Firman          | Jordan EJ13     | Ford RS 3.0 V10       | B      |
| Jordan-Ford                | 12  | Zsolt Baumgartner     | Jordan EJ13     | Ford RS 3.0 V10       | B      |
| Jaguar Racing              | 14  | Mark Webber           | Jaguar R4       | Cosworth 3.0 V10      | M      |
| Jaguar Racing              | 15  | Justin Wilson         | Jaguar R4       | Cosworth 3.0 V10      | M      |
| Lucky Strike BAR Honda     | 16  | Jacques Villeneuve    | BAR 005         | Honda 3.0 V10         | B      |
| Lucky Strike BAR Honda     | 17  | Jenson Button         | BAR 005         | Honda 3.0 V10         | B      |
| Minardi F1 Team            | 18  | Nicolas Kiesa         | Minardi PS03    | Cosworth 3.0 V10      | B      |
| Minardi F1 Team            | 19  | Jos Verstappen        | Minardi PS03    | Cosworth 3.0 V10      | B      |
| Panasonic Toyota Racing    | 20  | Olivier Panis         | Toyota TF103    | Toyota 3.0 V10        | M      |
| Panasonic Toyota Racing    | 21  | Cristiano da Matta    | Toyota TF103    | Toyota 3.0 V10        | M      |

## Klassifikationen

### Qualifying
| Pos. | Fahrer                | Konstrukteur     | Q1         | Q2       | Start |
| ---- | --------------------- | ---------------- | ---------- | -------- | ----- |
| 01   | Fernando Alonso       | Renault          | 1:22,953   | 1:21,688 | 01    |
| 02   | Ralf Schumacher       | Williams-BMW     | 1:22,413   | 1:21,944 | 02    |
| 03   | Mark Webber           | Jaguar-Cosworth  | 1:22,625   | 1:22,027 | 03    |
| 04   | Juan Pablo Montoya    | Williams-BMW     | 1:23,305   | 1:22,180 | 04    |
| 05   | Rubens Barrichello    | Ferrari          | 1:22,892   | 1:22,180 | 05    |
| 06   | Jarno Trulli          | Renault          | 1:22,358   | 1:22,610 | 06    |
| 07   | Kimi Räikkönen        | McLaren-Mercedes | 1:23,695   | 1:22,742 | 07    |
| 08   | Michael Schumacher    | Ferrari          | 1:23,430   | 1:22,755 | 08    |
| 09   | David Coulthard       | McLaren-Mercedes | 1:22,786   | 1:23,060 | 09    |
| 10   | Olivier Panis         | Toyota           | 1:22,986   | 1:23,369 | 10    |
| 11   | Nick Heidfeld         | Sauber-Petronas  | 1:23,482   | 1:23,621 | 11    |
| 12   | Justin Wilson         | Jaguar-Cosworth  | 1:24,343   | 1:23,660 | 12    |
| 13   | Giancarlo Fisichella  | Jordan-Ford      | 1:24,725   | 1:23,726 | 13    |
| 14   | Jenson Button         | BAR-Honda        | 1:24,313   | 1:23,847 | 14    |
| 15   | Cristiano da Matta    | Toyota           | 1:55,138   | 1:23,982 | 15    |
| 16   | Jacques Villeneuve    | BAR-Honda        | 1:24,333   | 1:24,100 | 16    |
| 17   | Heinz-Harald Frentzen | Sauber-Petronas  | 1:23,660   | 1:24,569 | 17    |
| 18   | Jos Verstappen        | Minardi-Cosworth | 1:26,052   | 1:26,423 | 18    |
| 19   | Zsolt Baumgartner     | Jordan-Ford      | keine Zeit | 1:26,678 | 19    |
| 20   | Nicolas Kiesa         | Minardi-Cosworth | 1:27,023   | 1:28,907 | 20    |

Anmerkungen
1. 1 2  Montoya und Barrichello fuhren im zweiten Qualifikationsabschnitt die identische Rundenzeit (1:22,180). Da Montoya die Zeit vor Barrichello setzte, wurde er im Klassement auch als erster gewertet.

### Rennen
| Pos. | Fahrer                | Konstrukteur     | Runden | Stopps | Zeit        | Start | Schnellste Runde |
| ---- | --------------------- | ---------------- | ------ | ------ | ----------- | ----- | ---------------- |
| 01   | Fernando Alonso       | Renault          | 70     | 3      | 1:39:01,460 | 01    | 1:22,565 (47.)   |
| 02   | Kimi Räikkönen        | McLaren-Mercedes | 70     | 3      | + 16,768    | 07    | 1:22,372 (66.)   |
| 03   | Juan Pablo Montoya    | Williams-BMW     | 70     | 3      | + 34,537    | 04    | 1:22,095 (37.)   |
| 04   | Ralf Schumacher       | Williams-BMW     | 70     | 3      | + 35,620    | 02    | 1:22,319 (55.)   |
| 05   | David Coulthard       | McLaren-Mercedes | 70     | 2      | + 56,535    | 09    | 1:23,193 (40.)   |
| 06   | Mark Webber           | Jaguar-Cosworth  | 70     | 3      | + 1:12,643  | 03    | 1:23,156 (49.)   |
| 07   | Jarno Trulli          | Renault          | 69     | 3      | + 1 Runde   | 06    | 1:24,100 (34.)   |
| 08   | Michael Schumacher    | Ferrari          | 69     | 3      | + 1 Runde   | 08    | 1:23,207 (38.)   |
| 09   | Nick Heidfeld         | Sauber-Petronas  | 69     | 3      | + 1 Runde   | 11    | 1:24,267 (54.)   |
| 10   | Jenson Button         | BAR-Honda        | 69     | 2      | + 1 Runde   | 14    | 1:23,376 (65.)   |
| 11   | Cristiano da Matta    | Toyota           | 68     | 3      | + 2 Runden  | 15    | 1:23,040 (36.)   |
| 12   | Jos Verstappen        | Minardi-Cosworth | 67     | 3      | + 3 Runden  | 18    | 1:26,559 (60.)   |
| 13   | Nicolas Kiesa         | Minardi-Cosworth | 66     | 3      | + 4 Runden  | 20    | 1:27,641 (47.)   |
| –    | Heinz-Harald Frentzen | Sauber-Petronas  | 47     | 1      | DNF         | 17    | 1:24,450 (45.)   |
| –    | Justin Wilson         | Jaguar-Cosworth  | 42     | 2      | DNF         | 12    | 1:24,936 (26.)   |
| –    | Zsolt Baumgartner     | Jordan-Ford      | 34     | 1      | DNF         | 19    | 1:26,464 (22.)   |
| –    | Olivier Panis         | Toyota           | 33     | 1      | DNF         | 10    | 1:24,414 (17.)   |
| –    | Giancarlo Fisichella  | Jordan-Ford      | 28     | 1      | DNF         | 13    | 1:25,081 (13.)   |
| –    | Rubens Barrichello    | Ferrari          | 19     | 1      | DNF         | 05    | 1:24,583 (13.)   |
| –    | Jacques Villeneuve    | BAR-Honda        | 14     | 0      | DNF         | 16    | 1:25,278 (13.)   |

## WM-Stände nach dem Rennen
Die ersten acht des Rennens bekamen 10, 8, 6, 5, 4, 3, 2 bzw. 1 Punkt(e).

### Fahrerwertung
| Pos. | Fahrer               | Konstrukteur     | Punkte |
| ---- | -------------------- | ---------------- | ------ |
| 01   | Michael Schumacher   | Ferrari          | 72     |
| 02   | Juan Pablo Montoya   | Williams-BMW     | 71     |
| 03   | Kimi Räikkönen       | McLaren-Mercedes | 70     |
| 04   | Ralf Schumacher      | Williams-BMW     | 58     |
| 05   | Fernando Alonso      | Renault          | 54     |
| 06   | Rubens Barrichello   | Ferrari          | 49     |
| 07   | David Coulthard      | McLaren-Mercedes | 45     |
| 08   | Jarno Trulli         | Renault          | 24     |
| 09   | Mark Webber          | Jaguar-Cosworth  | 15     |
| 10   | Jenson Button        | BAR-Honda        | 12     |
| 11   | Giancarlo Fisichella | Jordan-Ford      | 10     |

| Pos. | Fahrer                | Konstrukteur                       | Punkte |
| ---- | --------------------- | ---------------------------------- | ------ |
| 12   | Cristiano da Matta    | Toyota                             | 8      |
| 13   | Heinz-Harald Frentzen | Sauber-Petronas                    | 7      |
| 14   | Olivier Panis         | Toyota                             | 6      |
| 15   | Jacques Villeneuve    | BAR-Honda                          | 3      |
| 16   | Nick Heidfeld         | Sauber-Petronas                    | 2      |
| 17   | Ralph Firman          | Jordan-Ford                        | 1      |
| 18   | Antonio Pizzonia      | Jaguar-Cosworth                    | 0      |
| 19   | Jos Verstappen        | Minardi-Cosworth                   | 0      |
| 20   | Justin Wilson         | Minardi-Cosworth / Jaguar-Cosworth | 0      |
| 21   | Nicolas Kiesa         | Minardi-Cosworth                   | 0      |
| –    | Zsolt Baumgartner     | Jordan-Ford                        | 0      |

### Konstrukteurswertung
| Pos. | Konstrukteur     | Punkte |
| ---- | ---------------- | ------ |
| 01   | Williams-BMW     | 129    |
| 02   | Ferrari          | 121    |
| 03   | McLaren-Mercedes | 115    |
| 04   | Renault          | 78     |
| 05   | BAR-Honda        | 15     |

| Pos. | Konstrukteur     | Punkte |
| ---- | ---------------- | ------ |
| 06   | Jaguar-Cosworth  | 15     |
| 07   | Toyota           | 14     |
| 08   | Jordan-Ford      | 11     |
| 09   | Sauber-Petronas  | 9      |
| 10   | Minardi-Cosworth | 0      |